# Saint-André-d’Embrun
Saint-André-d’Embrun település Franciaországban, Hautes-Alpes megyében. Lakosainak száma 708 fő (2022. január 1.). Saint-André-d’Embrun Châteauroux-les-Alpes, Crévoux, Embrun, Risoul, Saint-Clément-sur-Durance, Saint-Sauveur és Vars községekkel határos.

## Népesség
A település népessége az elmúlt években az alábbi módon változott:
| Lakosok száma | 415  | 462  | 417  | 656  | 641  | 644  | 661  | 692  | 697  | 708  |
|               | 1968 | 1982 | 1990 | 2006 | 2013 | 2015 | 2017 | 2019 | 2020 | 2022 |